# Für mich soll’s rote Rosen regnen
Für mich soll’s rote Rosen regnen ist der Titel eines Chansons aus dem Jahr 1968 von Hildegard Knef. Musik und Arrangement stammen von Hans Hammerschmid; Fred Weyrich produzierte das Lied für die TELDEC Telefunken-Decca Schallplatten GmbH. 1992 nahm Hildegard Knef das Stück mit der Band Extrabreit als Rocknummer erneut auf und war mit dieser Version im Folgejahr 22 Wochen lang in den deutschen Charts. Das kurz nach der Geburt ihrer Tochter geschriebene Chanson gilt als Hildegard Knefs bekanntestes Lied und ihr authentisches Markenzeichen. Als solches wurde es zahlreich von anderen Künstlern gecovert.

## Hintergrund und Veröffentlichung

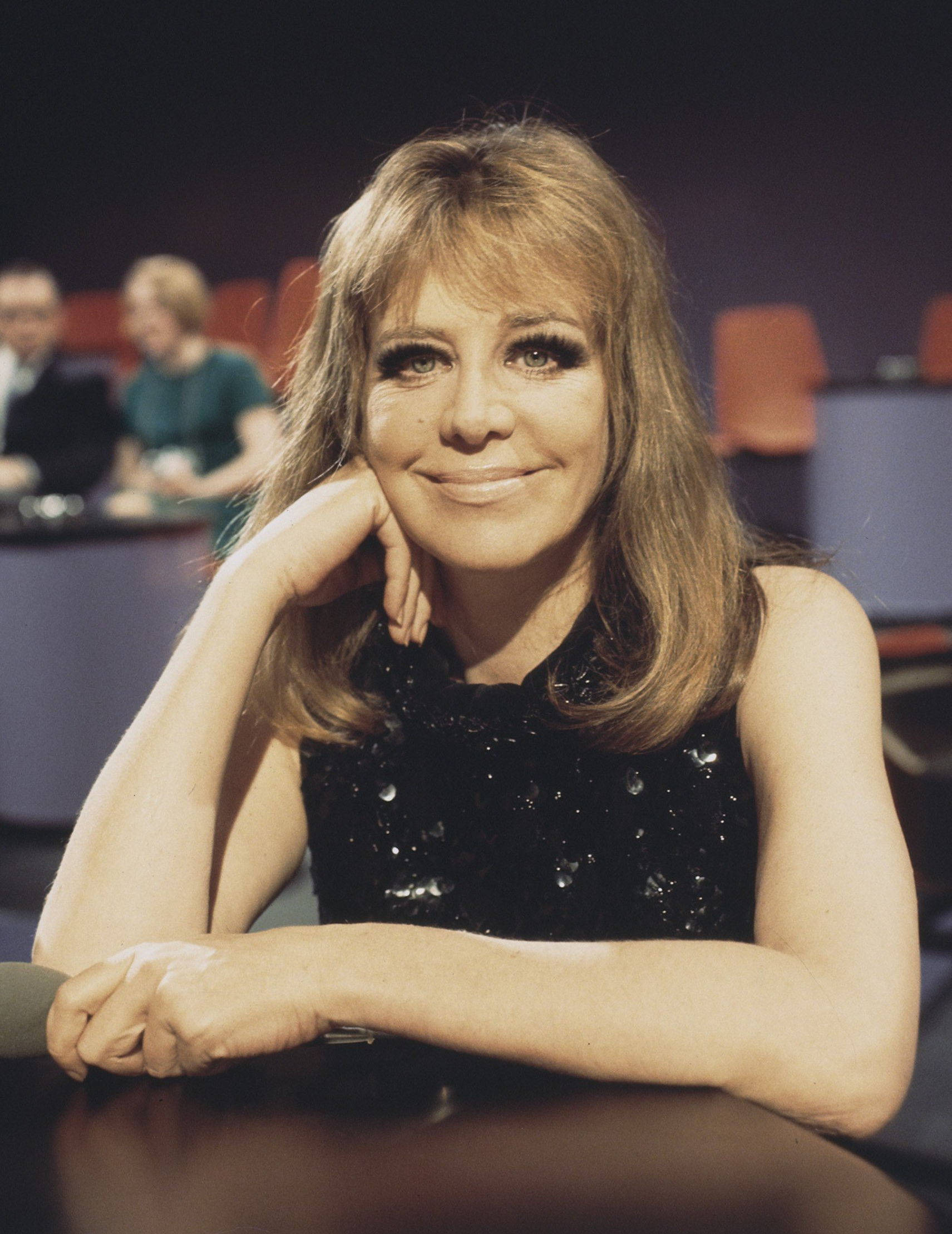
Hildegard Knef, März 1969

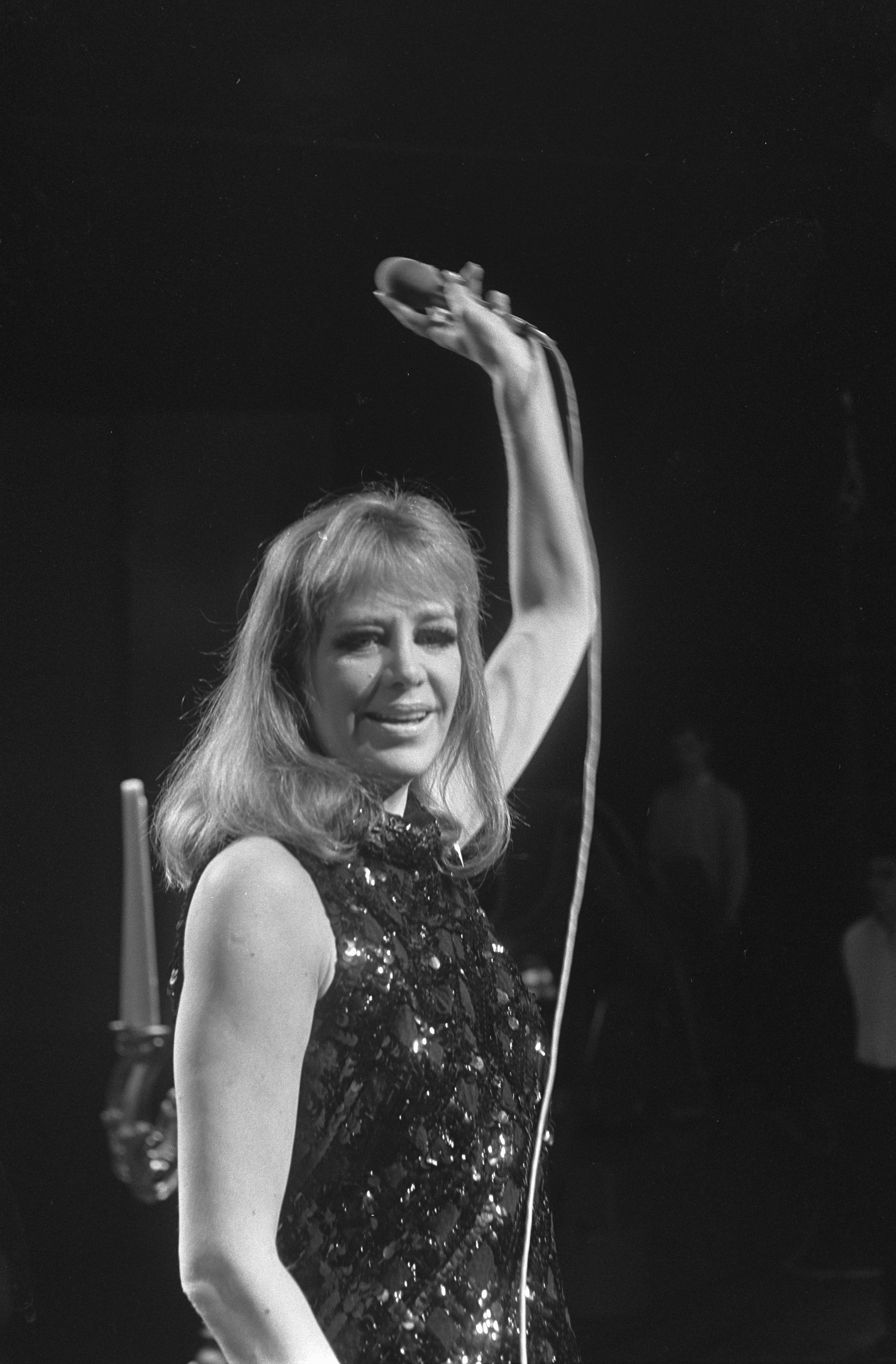
Hildegard Knef, März 1969

Im Mai 1968 wurde Hildegard Knefs Tochter Christina sieben Wochen vor dem errechneten Geburtstermin, unter erheblichen Komplikationen für Mutter und Tochter, geboren. Sie selbst verließ Mitte Juni die Klinik und holte ihre Tochter etwa zwei Wochen später nach Hause. Im August darauf nahm sie Für mich soll’s rote Rosen regnen auf.
Die Musik dieses Liedes stammt von Hans Hammerschmid, der Text von Hildegard Knef. In einem Interview sprach sie davon, dass sie Hammerschmid aufgefordert hätte, zu ihrem „hoch aggressiven“ Text eine Melodie im Dreivierteltakt zu komponieren.

„Das habe ich mal in einem Moment absoluten Größenwahns geschrieben […] Das ist ja ein wirklich hoch aggressives Lied.
[…] Für mich soll’s rote Rosen regnen, was den andern passiert, ist mir so ziemlich egal.“

Die Single wurde von der TELDEC Telefunken-Decca Schallplatten GmbH, kurz DECCA, im Jahr 1968 veröffentlicht; die B-Seite enthielt den Titel Von nun an ging’s bergab.
Das Lied erschien zudem auf dem ebenfalls 1968 veröffentlichten Live-Album Knef Concert und weiteren LPs.

## Text und Musik

### Text
Der Text des Chansons ist in drei unterschiedlich lange Strophen mit je textlich abweichendem Refrain gegliedert, die sich inhaltlich an der persönlichen Entwicklung eines weiblichen lyrischen Ichs abarbeiten, das von einem „Heute“ auf sein Leben zurückblickt. Hildegard Knefs Biograph Christian Schröder nennt es einen „stilisierten Lebensabriss en miniature“.
Das idealistische sechzehnjährige Ich der ersten Strophe will noch „alles oder nichts“, „siegen“ und „groß sein“, im Refrain soll es nicht nur „rote Rosen regnen“, sondern die Welt sich nach der jungen Frau richten und sie „sämtliche Wunder“ erleben lassen.
In den mittleren Jahren („später“) der zweiten Strophe ändern sich die Wünsche, sie möchte nur noch „verstehen, viel sehen, erfahren, bewahren“ und zwar nicht allein, jedoch auch frei sein. Auch im Refrain geht es ruhiger zu: Zwar sollen immer noch „sämtliche Wunder“ begegnen, aber die Frau begnügt sich nun mit sanftem Glück und einer liebevollen „Verwaltung“ ihres Schicksals.
Im Heute ist das lyrische Ich wieder kämpferischer: Sie lehnt ab, was sie soll („fügen, begnügen“), und sie will wieder siegen und „alles oder nichts“. Im letzten Refrain bekräftigt sie dies noch einmal: nicht allen, sondern „ganz neuen“ Wundern will sie begegnen, Altes abwerfen und sich neu entfalten. Die letzte Liedzeile lautet: „Ich will, ich will“.

### Musik
Der Titel ist als langsamer Walzer (Dreivierteltakt) arrangiert und beginnt in der ursprünglichen Studioaufnahme in sehr ruhigem, von Gitarre, gezupftem Kontrabass und Streichern begleitetem Sprechgesang in der rauchigen Stimme der Knef, die von Ella Fitzgerald einmal als „beste Sängerin ohne Stimme“ bezeichnet wurde. Der folgende erste Refrain setzt eher ruhig an, um dann zunehmend an Intensität zu gewinnen.
Der Ton der zweiten Strophe ist eindringlicher, auch in der Begleitung, aber immer noch eher ruhig arrangiert. Erst in der dritten Strophe erhöhen sich wieder Tempo und Lautstärke zu einem trotzigen „will mich nicht fügen, will immer noch siegen“ und einem erneuten „alles … oder nichts“. Der finale Refrain schließt mit dem eindringlichen „ich will, ich will“, bevor der Song mit ruhigen Streichern ausklingt. In Live-Aufführungen kamen auch Piano und ein größeres Orchester zum Einsatz, wobei der Song durch den Einsatz von Bläsern zu den Refrains und zum Schluss hin mit mehr Dynamik arrangiert wurde.

## Erfolge

### Originalversion 1968
Die Single Für mich soll’s rote Rosen regnen von Hildegard Knef konnte sich nicht in den deutschen, österreichischen oder Schweizer Hitparaden platzieren, wurde jedoch zu einem ihrer bekanntesten Lieder. Immer wieder wurde es mit ihrer Biografie verknüpft, die ja von Höhen und Tiefen („dornenreichen Erfahrungen“) geprägt war.

„Als ich das Lied vor vielen Jahren schrieb, habe ich nicht daran gedacht, daß Rosen Dornen haben. Es hat einige Rosen geregnet, wirklich sehr schöne, aber sie waren immer mit Dornen behaftet.“

### Extrabreit-Version 1992
In der Version von Extrabreit, arrangiert als „straighte Rocknummer“ stieg Für mich soll’s rote Rosen regnen erstmals am 27. September 1992 auf Platz 88 in die deutschen Singlecharts ein und hielt sich dort insgesamt 22 Wochen, wobei das Lied seine höchste Notierung am 1. März 1993 auf Platz 35 verzeichnete. Am 12. Juli 1993 wurde es zum letzten Mal in den Charts auf Platz 90 verzeichnet. In Österreich und der Schweiz konnte sich das Lied dagegen nicht platzieren.

## Rezeption

### Kultlied der Schwulenbewegung
Der Germanist Wolfgang Popp analysierte in einem 2007 erschienenen Aufsatz die Funktion von Für mich soll’s rote Rosen regnen als frühes „Kultlied der Schwulen“. Als Ursache für die Beliebtheit des Stücks bei homosexuellen Männern nannte er zunächst vordergründig die im Text formulierten Wünsche, mit denen diese – 1968 noch von § 175 bedroht –  sich identifizieren konnten: Die Welt solle sich verändern, ihre Sorgen für sich behalten usw. Laut Popp bewegten sich die Strophen entlang schwuler „Lebens- und Leidenserfahrung“: Trotz und Hoffnung im jugendlichen Coming-Out-Alter, Beziehungen und Drang nach Freiheit in mittleren Jahren und später dann Erkenntnis, dass man hartnäckig an letztlich unerfüllten Lebenswünschen festhalte („Ich will, ich will“).
Hinzu käme der „Camouflage“-Charakter, weil das von einer Frau gesungene Lied – oberflächlich gesehen – allgemein verständliche Themen anspreche, jedoch zusätzlich einen klaren, für Schwule verständlichen Subtext vermittele.
In Folge würde kaum eine andere Sängerin so oft in Travestie-Shows imitiert wie Hildegard Knef; Coverversionen wie die von Jo van Nelsen oder Extrabreit in den – liberaleren – 1990ern würden den schwulen Subtext des Chansons „unverstellt“ bzw. „schwul-widerständig“ interpretieren.

### Hilde

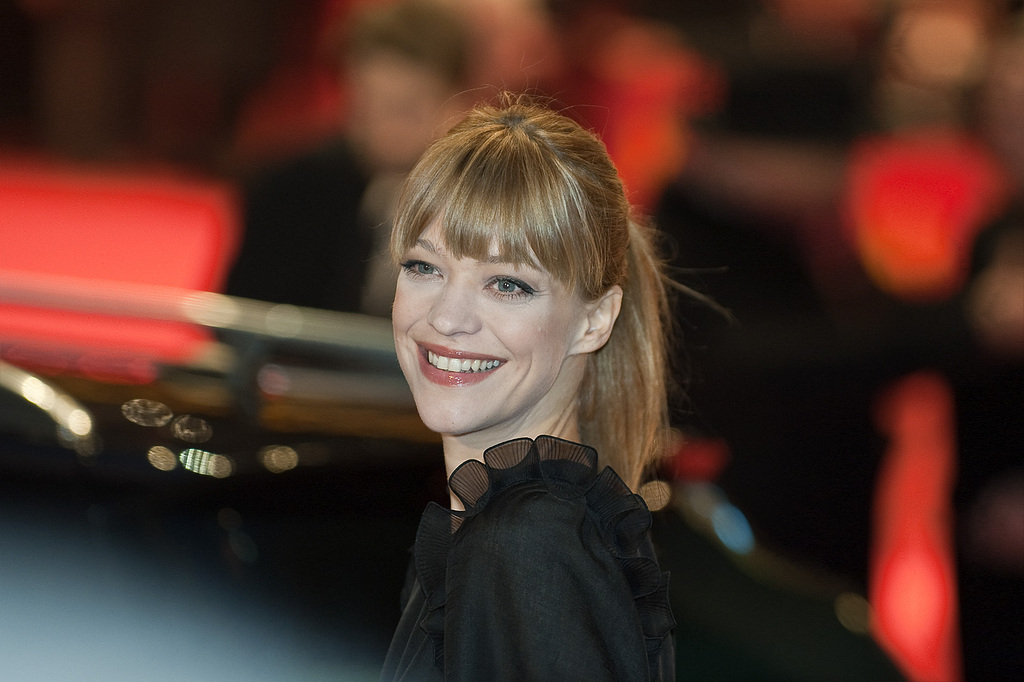
Heike Makatsch spielte Hildegard Knef in dem biografischen Film Hilde

Die Germanistin und Filmforscherin Laura Zinn betrachtete 2017 in ihrer Dissertation Fiktive Werkgenesen die Funktion des Lieds für den biografischen Film Hilde aus dem Jahr 2009. Sie stellte dabei fest, dass diese weit darüber hinausgehe, nur zur Gesamtatmosphäre des Films beizutragen oder den Höhepunkt der Karriere von Hildegard Knef zu symbolisieren. Vielmehr funktioniere Für mich soll’s rote Rosen regnen als Teil der Knef’schen Identität und werde als übergeordnete Erzählebene der biografischen Handlungsebene des Films – mit mehreren Identitätskrisen der Künstlerin – gegenübergestellt.

### Aneignungen in Sprache und Gesellschaft
Der Titel und Liedzeilen davon sind in die Alltagssprache eingegangen und werden vielfach zitiert und für neue Werke (und selbst kommerzielle Produkte) verwendet, so etwa für Michael Steinbrechers Reportage über den AIDS-Aktivisten Markus Commercon, oder die Bücher Für mich soll’s rote Rosen regnen. Wie Frauen sich aus der Romantikfalle befreien oder Für mich soll es Neurosen regnen (2021).
Der Soziologe Ronald Hitzler kontrastierte 2005 die Liedzeile „ich möcht’ nicht allein sein – und doch frei sein“ mit der umgekehrten Aussage „ich möcht’ frei sein – und doch nicht allein sein“. Die Originalzeile illustrierte für ihn das „moderne Dilemma“, in einem gegebenen Milieu möglichst viel Freiheit zu realisieren, während die von ihm veränderte Zeile das „Geselligkeits-Dilemma“ des postmodernen, Ich-bezogenen Individuums ausdrücke.

### Hommagen
Darüber hinaus werden Titel und Text des Chansons in Knef-Hommagen aufgegriffen, so etwa in einem von Danuta Harrich-Zandberg produzierten Dokumentarfilm anlässlich des 70. Geburtstages der Künstlerin. Eine Knef-Biografie von Christian Schröder erschien 2005 unter dem Titel Mir sollen sämtliche Wunder begegnen. Ein Musical trug den Titel Knef – Für mich soll’s rote Rosen regnen und die Musikalische Kammeroper Köln produzierte 2018 ein „seelisch-musikalisches Porträt von Hildegard Knef“ unter dem Liedtitel.
In seiner parodistischen Rolle der fiktiven Knef-Zwillingsschwester Irmgard sang der Kabarettist Ulrich Michael Heissig: „Auch ich wollt’ Autogramme geben, wollte als Filmstar in Hollywood leben. Mit Sex wollte ich Eindruck schinden, aber ich klebte ja nicht mal in Spinden.“
Schließlich „regneten“ auch bei der Beisetzung von Hildegard Knef auf Wunsch der Familie tausend rote Rosen auf ihren Sarg nieder.

### Sonstiges
Am Ende ihrer Amtszeit im Jahr 2021 wählte Angela Merkel Für mich soll’s rote Rosen regnen als einen von drei Musiktiteln für den zu ihren Ehren veranstalteten Großen Zapfenstreich.

## Coverversionen

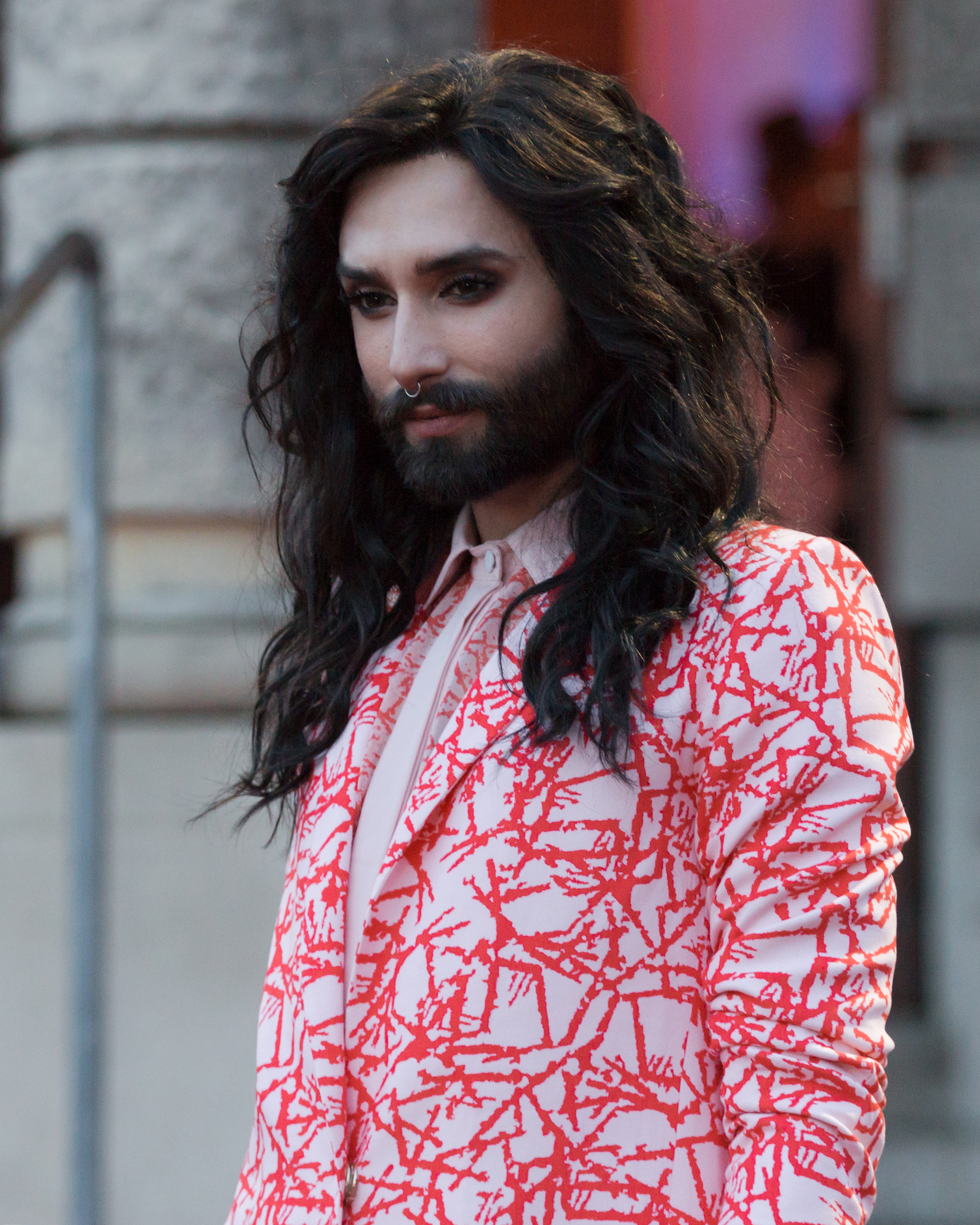
Neben zahlreichen anderen Interpreten sang 2018 auch Conchita Wurst das Lied, gemeinsam mit den Wiener Symphonikern.

Für mich soll’s rote Rosen regnen wurde als eines der erfolgreichsten Chansons Hildegard Knefs zahlreich sowohl von weiblichen wie auch von männlichen Interpreten gecovert. Hildegard Knef spielte das Lied unter anderem mit Extrabreit und später auch mit Bert Kaempfert und Till Brönner. Extrabreit veröffentlichten ihre Rockversion zudem mit dem Philharmonischen Orchester Hagen 2010 auf einem Live-Album. Zudem griffen viele prominente Sänger wie auch Schauspieler das Lied auf, darunter Nina Hagen, Rainhard Fendrich, Wencke Myhre, Marianne Rosenberg oder auch Heinz Rudolf Kunze. Die Schauspielerin Heike Makatsch sang das Lied in dem biografischen Film Hilde, in dem sie die Rolle der Hildegard Knef spielte. Hannelore Kramm sang das Lied 2018 auf dem Album … und tschüss – Das letzte Album ihres Mannes Heino mit einem Text, der sich auf ihr gemeinsames Leben bezog.
Mit Ausnahme der Rockversion von Extrabreit sind dabei die meisten Interpretationen musikalisch nah am sehr ruhigen Original-Chanson, wobei es auch verschiedene Jazz-Umsetzungen gibt. Auf cover.info waren Ende November 2021 rund 50 Versionen des Liedes gelistet (Stand 28. November 2021). Zu den Coverversionen des Songs gehören unter anderem:
- 1969: Werner von Overheidt und seine Band
- 1972: Nils Tibor
- 1987: Axel Schulz
- 1992: Extrabreit mit Hildegard Knef
- 1995: Jo van Nelsen
- 1997: Tanzorchester Klaus Hallen
- 1999: Quadro Nuevo (Instrumental)
- 2000: Ulrich Michael Heissig (als Irmgard Knef) – Auch ich
- 2002: Big Band der Bundeswehr
- 2002: Rainhard Fendrich
- 2002: Wencke Myhre
- 2002: Hildegard Knef, Bert Kaempfert
- 2003: Bianca Graf
- 2003: Kurt Elsasser
- 2003: Uwe Rössler & sein Tiffany Ensemble
- 2005: Jan Plewka
- 2006: Nina Hagen & The Capital Dance Orchestra
- 2008: Angel’s Blue
- 2008: Die 12 Cellisten der Berliner Philharmoniker
- 2008: Marianne Rosenberg
- 2008: Edzard Reuter und Evelin Dahm
- 2008: Dieter Hallervorden
- 2008: Ute Lemper
- 2008: Nina Gerhard
- 2008: Rolf Kühn Group
- 2008: Frittenbude – Hildegard
- 2009: Heike Makatsch
- 2009: Georg Ruby (Deconstruction Service)
- 2009: Küss mich Kanzler! (Satire auf Angela Merkel)
- 2010: Extrabreit & Philharmonisches Orchester Hagen
- 2010: Eleonore Weisgerber
- 2010: Isabel Dörfler
- 2011: Adoro
- 2011: Tim Fischer
- 2011: Daniel Küblböck
- 2013: Judy Winter
- 2015: Alina
- 2015: Scala & Kolacny Brothers
- 2015: Unheilig
- 2016: Heinz Rudolf Kunze
- 2016: Dagmar Frederic
- 2016: Ellen ten Damme & The Magpie Orchestra
- 2018: Hannelore – Für dich soll’s rote Rosen regnen[29]
- 2018: Conchita, Wiener Symphoniker
- 2018: Géraldine Olivier[30]
- 2019: Cécile Verny & Johannes Maikranz
- 2021: Stabsmusikkorps der Bundeswehr[31]
- 2024: Crucchi Gang feat. Sven Regener (in italienischer Sprache als "Mille rose")